# François Bidel
Pour les articles homonymes, voir Bidel.

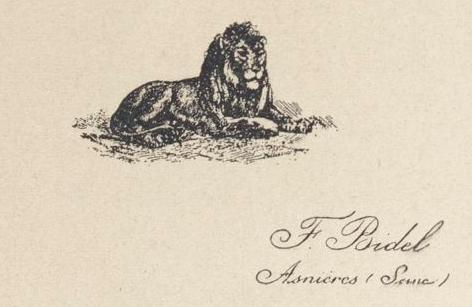
Sa carte de visite (avant 1900).

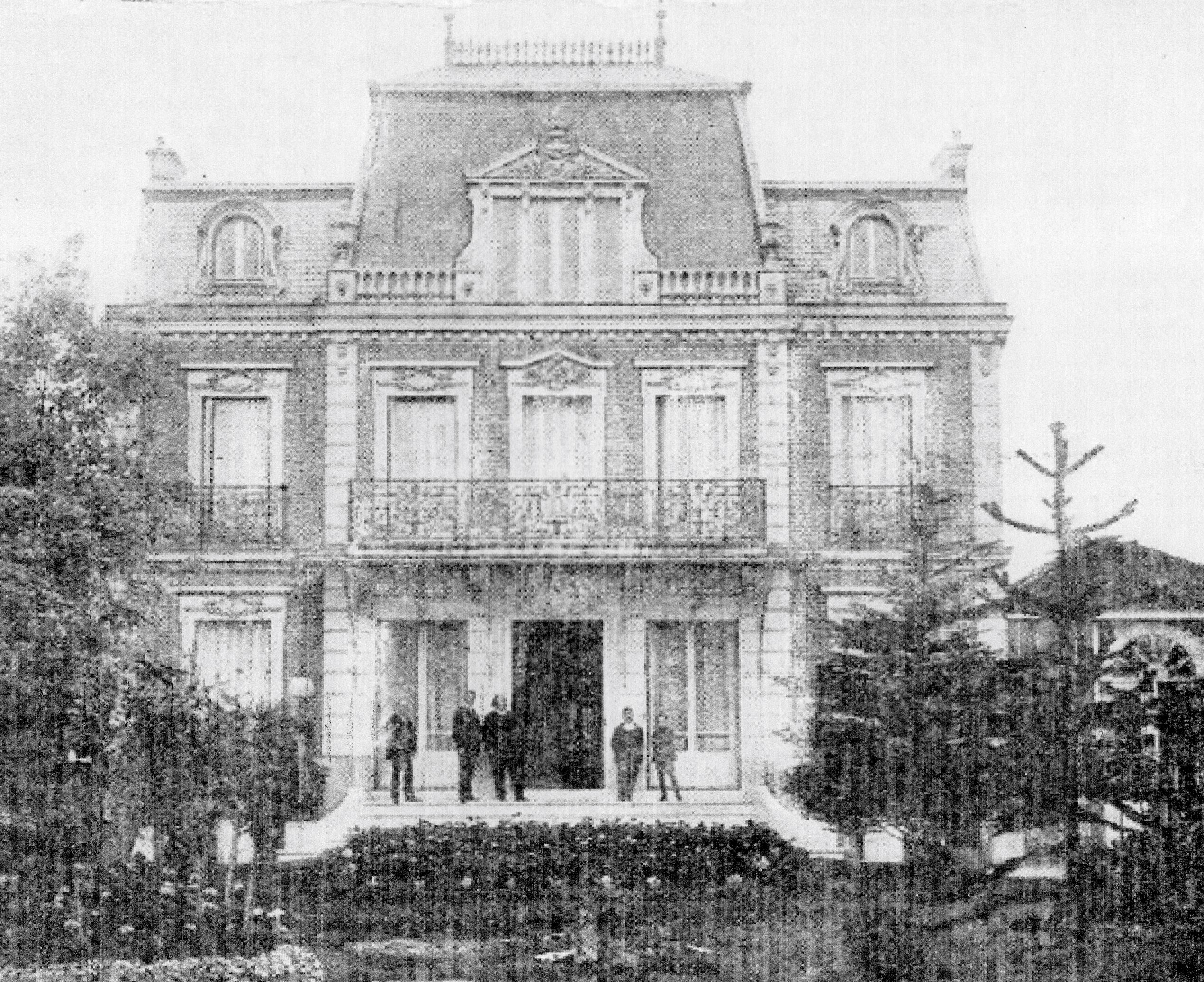
Bidel devant la villa des roses en 1900.

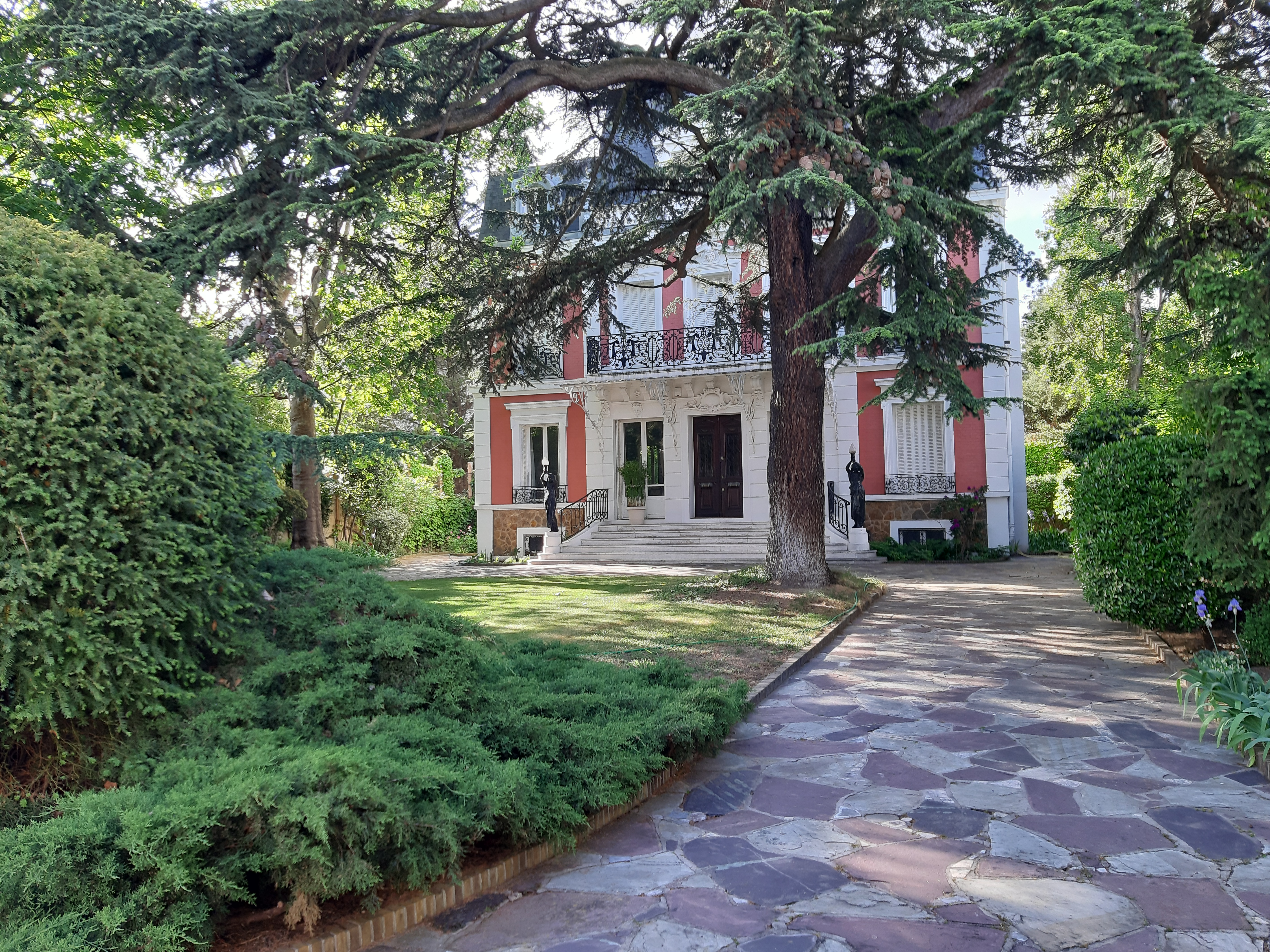
La villa des roses en 2020.

Jean Baptiste François Bidel, usuellement appelé François Bidel (né le 23 octobre 1839 à Rouen, mort le 24 décembre 1909 à Asnières), est un dompteur français et directeur de ménagerie foraine.

## Jeunesse
À l'âge de six ans, il perdit son père qui était directeur de dioramas et qui possédait une ménagerie d'exhibition foraine.
Sa mère se remaria. Veuve deux fois, elle épousa le dompteur italien Upilio Faimali.
Élevé à la dure et avec brutalité par son beau-père, le jeune Bidel se sauva de la roulotte familiale à l'âge de quinze ans.
François Bidel entra comme garçon de piste à la Ménagerie Bernabo, puis après 1859, se rendit au Havre chez l'ex-dompteur Herbert, devenu marchand d'animaux, qui lui apprit son métier.

## La ménagerie Bidel

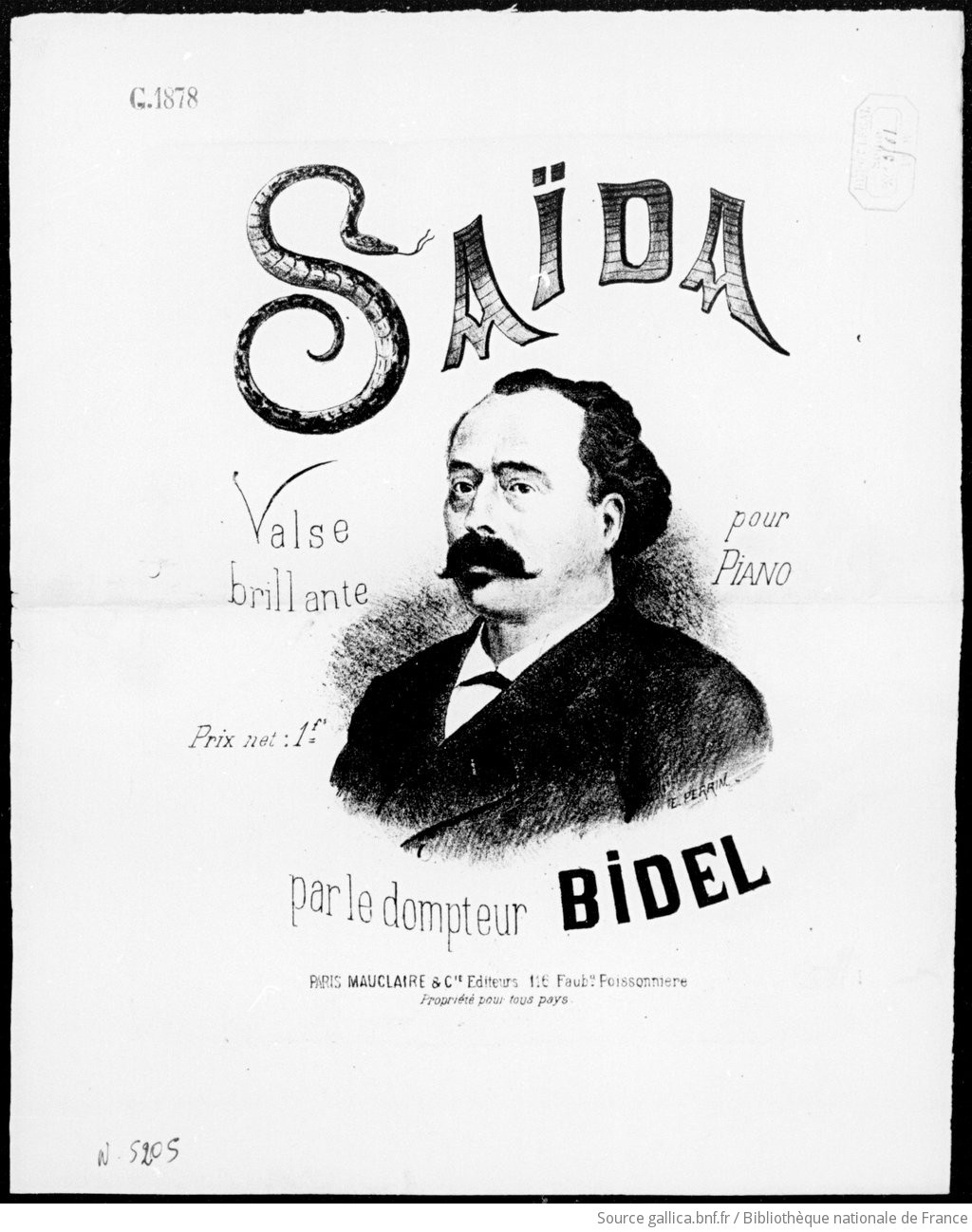
Bidel compositeur de musique.

François Bidel débuta sur la foire le 15 août 1866 avec un singe, deux caïmans et un boa constricteur.
Les premiers bénéfices lui permirent d'acheter deux hyènes, deux loups, une panthère, un bison, un ours et une lionne Saïda que Bidel dressa.
Le dompteur Bidel exécutait tous ses numéros en cage centrale ou « cage théâtre », faisant se déplacer les fauves.
Bidel est connu pour avoir travaillé en férocité, obtenant de ses bêtes force rugissements et grognements pendant le spectacle.
Dans sa prestation, il représentait le parfait type du belluaire dont Victor Hugo, après son retour d'exil, a pu en dire « leo inter leones ».
Sa mère étant morte en 1871, Bidel rejoignit son beau-père en Italie, où ils firent ensemble des tournées qui eurent grand succès. Bidel se produisit, en 1871, devant Victor-Emmanuel, roi d'Italie.
En septembre 1876, se trouvant à Lyon, Bidel reçut de Marseille un lion d'environ quatre ans, qu'il nomma Sultan.
Bidel se produisit, en 1877, devant Alphonse XII, roi d'Espagne.
En 1878, Bidel est présent à la Foire du Trône, avec 6 lions rapportés d'Afrique, avant l'ouverture de l'Exposition universelle.
Lors de l'année 1883, la Ménagerie Bidel est venue à la Foire du Trône sur le Cours de Vincennes à Paris.
Le 6 juillet 1886, à la foire de Neuilly-sur-Seine, Bidel sera victime d'un grave accident causé par son lion Sultan.
Le souvenir de ce drame fut donné par le peintre Édouard Detaille et l'écrivain Paul Hervieu qui avaient assisté à la représentation où le dompteur faillit être dévoré.
Le spectacle de François Bidel, dompteur de fauves, a fait sensation lors de l'Exposition universelle de 1889.
En 1894, plus de vingt-cinq ans après ses débuts, il exhibait 20 lions et lionnes, 8 tigres royaux, 15 panthères noires et tachetées, 10 ours blancs et noirs, 7 hyènes, 5 chameaux d'Asie, des loups, des singes, des perroquets, etc.
Bidel sut profiter également de l'invention du cinéma pour préparer, par une séance de films de voyage, sa prestation de dompteur.
Le Théâtre zoologique Bidel réussit à mélanger les genres en présentant, à la Foire du Trône de 1904, les vues cinématographiques d'un voyage autour du monde avec conférence explicative et présentation de fauves dans leurs lieux d'origine.
En 1905, Bidel possède encore plus de trente fauves.
En 1908, il se retira à Asnières où il avait fait construire la villa des Roses. Ses animaux, au nombre de vingt-cinq, furent vendus après sa mort.

## Descendance

### Descendance généalogique
Le directeur de cirque Alphonse Rancy (1861-1932) avait épousé, en 1889, Jeanne Bidel, fille du fameux dompteur, avec laquelle il eut pour enfants : Marcelle, André et Albert.
En août 1967, Albert Rancy, petit-fils de Bidel, a fait paraître le livre Un lion parmi les lions consacré au célèbre dompteur.
Le dompteur Gilbert Houcke (1918-1984), fils de Jean Houcke (1878-1973) et de Marcelle Rancy, est par sa mère l'arrière-petit-fils de Bidel.

### Descendance étymologique
François Bidel, du temps de sa splendeur était extrêmement célèbre, sa ménagerie aussi. Pour le grand public, il était « le » dompteur de fauves par excellence.
En témoignent deux expressions passées dans le langage commun (quoique dans des domaines bien spécialisés, militaire et ferroviaire).
Dans la Marine nationale, le capitaine d'armes (en principe l'officier marinier le plus ancien dans le grade le plus élevé de la spécialité de fusilier marin ou à défaut de missilier) est toujours familièrement désigné sous le sobriquet de bidel.
Au sein de la bidellerie, les attributions du bidel (ou capitaine d'armes) sont de faire respecter la discipline et les activités de la feuille de service à bord des bâtiments ou sur les unités à terre. En escale, sa tâche la plus emblématique consiste à « gérer » les permissionnaires parfois turbulents après une bordée à terre trop arrosée.
Nul doute que ce sobriquet soit né d'une plaisanterie de matelot à propos d'un capitaine d'armes se targuant de savoir dresser les fauves.
Certains types de matériels de tramway ou de train de banlieue en usage entre les deux guerres (voiture Bidel à deux étages, avec une impériale fermée par des treillis évoquant un grillage) ont été surnommés Voiture Bidel en raison de leur ressemblance avec les véhicules de transport des fauves de la ménagerie Bidel.

## Iconographie
Le Portrait de Sultan et Saïda, tableau de deux des lions du dompteur François Bidel peint par Rosa Bonheur, a été la propriété de Jean Richard.